# La Bastide-Pradines
La Bastide-Pradines – miejscowość i gmina we Francji, w regionie Oksytania, w departamencie Aveyron. W 2013 roku jej populacja wynosiła 110 mieszkańców. Gmina położona jest na terenie Parku Regionalnego Grands Causses. 